# Dekkersmotor
Een Dekkersmotor werd tot 1935 gemaakt door de machinefabriek Dekkers in Roosendaal.
Rond 1900 werd de eerste petroleummotor gebouwd met een vermogen van ongeveer 25 pK gevolgd door gasmotoren met kolengasgeneratoren en een vermogen van 15 tot 75 pk. Deze werden gebruikt door molenaars, steenfabrieken en polderbemalingen.
Rond 1925 werd gestart met de bouw van 15 tot 100 pK ruwoliemotoren met gloeikop.